# Прапор Закарпатської області
Пра́пор Закарпа́тської о́бласті складається з двох горизонтальних синьої та жовтої смуг та розміщеного у куті герба Закарпатської області — щит розтятий, у першому синьому полі 3 золоті балки, у другому срібному стоїть червоний ведмідь. Але його офіційному прийняттю передувала багаторічна історія з його прийняттям.

## Історія
10 вересня 1919 Карпатська Русь увійшла до складу Чехословаччини на правах автономії. Остаточно статус території був підтверджений Тріанонським договором 1920 року. Конституція Чехословаччини, прийнята 29 лютого 1920 ввела в ужиток назву «Підкарпатська Русь» і, починаючи з цього часу, таку назву використовувалося у всіх офіційних відносинах і як політичне поняття в міжнародній практиці.
29 лютого 1920 був затверджений герб Підкарпатської Русі — стоячий ведмідь.

## Сучасність
За словами голови Закарпатської обласної ради Михайла Кічковського: 
|  | На зорі незалежності України Закарпаття стало першим краєм, де прийняли свій власний герб, і з тих пір регіональну символіку почали затверджувати у всіх областях України. Але лише Закарпатська область єдина не мала свого прапора. У зв'язку з цим восени ще 2007 року Закарпатська облрада оголосила конкурс на найкращий проект прапора області. Найбільш обговорюваними варіантами прапора були синьо-жовтий і русинський синьо-біло-червоний, на жаль русиньський прапор так і нестав прапором Закрапаття тому що Україна вирішила що такий прапор є замахом на розкол України |

За роки незалежності України Закарпатська обласна рада чотири рази розглядала питання прийняття прапора області. Вперше — у 1990 році. З трьох проєктів не обрали жодного. Не був обраний прапор і у 2001 році. У грудні 2007 року це питання постало з більшою актуальністю, оскільки тоді виповнювалося 70 років створенню Карпатської України. 12 грудня в Ужгороді відбулося спільне засідання постійної депутатської Комісії з питань освіти, науки, культури, духовності, молодіжної політики, фізичної культури і спорту, національних меншин та інформаційної політики і конкурсної експертної групи з розгляду проєктів прапора Закарпатської області.
Із поданих 50-ти варіантів учасники засідання рекомендували винести на розгляд сесії обласної ради два проєкти прапора Закарпатської області: синьо-жовтий, розділений білим хрестом із зображенням герба з ведмедем — авторства Закарпатського художнього інституту та триколірний — синьо-біло-червоний із гербом краю — теж з ведмедем — поданий Народною радою русинів Закарпаття. Однак конкурсна експертна група з розгляду проєктів прапора Закарпатської області висловилася за надання переваги варіанту Закарпатського художнього інституту. Але політичні чинники завадили довести задумане до кінця. Проте 27 лютого в Ужгороді на 23-му пленарному засіданні сесії депутати Закарпатської обласної ради затвердили остаточний варіант прапора області. Більшістю голосів від всього складу депутатського корпусу, 74-ма депутатським голосами (1 утримався, 3 проти) із загалом 90, було прийнято прапор в існуючому варіанті.

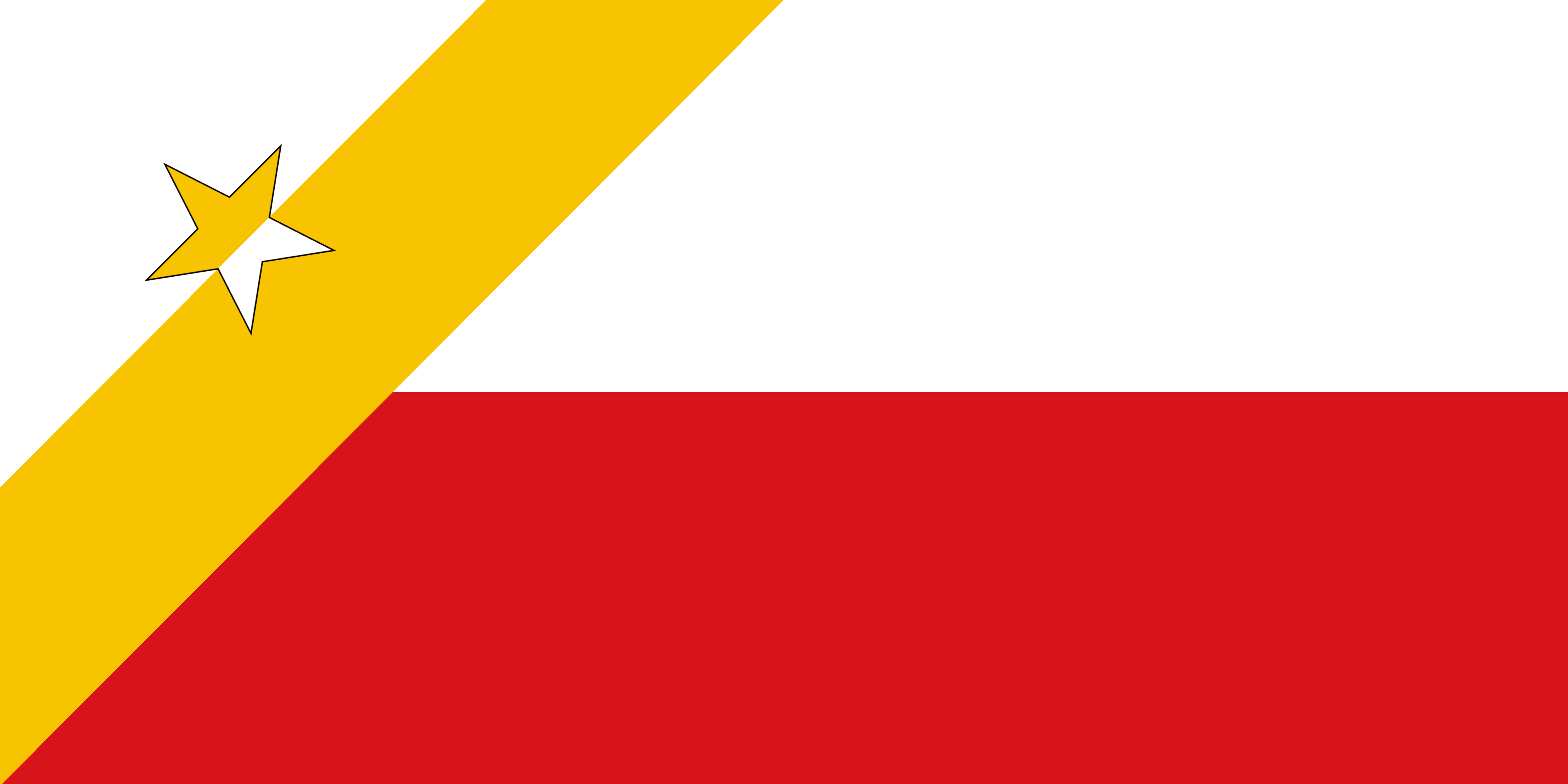
Варіант прапору запропонований Властиславом Гофманом в 1920 році

Як наголосив ректор Ужгородського національного університету Микола Вегеш, який водночас є секретарем експертної комісії щодо прапора, саме блакитно-жовтий прапор був офіційним стягом Карпатської України.
«Такі барви обрали тому, що 1709 року згадується синьо-жовта барва у прапорництві Закарпаття. Синьо-жовту стрічку дарувала і Марія Терезія єпископу просвітителю А. Бачинському. Це були кольори місцевих єпархій. Це і кольори прапора першої хвилі еміграції русинів до Америки. 1919 року з'їзд русинів пройшов також під синьо-жовтою фаною. До Чехословацької республіки Закарпаття входило також під синьо-жовтими стягами. З XVIII століття до 20-х років узагалі не було іншого прапора на Закарпатті, окрім синьо-жовтого».
Проректор Закарпатського художнього інституту М. Приймич, крім іншого, посилається на часи Карпатської України, коли був прийнятий синьо-жовтий прапор:
|  | Це єдиний прапор, на який спромоглася громадськість Закарпаття, прийнятий політичною волею |